# Jôf Fuart
 Jôf Fuârt (slovenska: Viš; tyska: Visch) är ett att de högsta massiven i västra Juliska alperna, i nordostligaste Italien.
Det är ett prominent berg av dolomit från Trias  (figur 1, sid. 2 i referensen).
I dalarna runt berget var de autoktona språken huvudsakligen friuliska, slovenska och tyska , men efter den italienska annekteringen av området under första världskriget är italienska officiellt språk. Bergets italienska namn motsvarar friuliskans som betyder ”starka toppen” (av den mäktiga nordväggen med torn och tinnar som liknar ett fort). Det gamla slovenska namnet på toppen är Viš (”Den höge”), vilket lånats av den tyskspråkiga befolkningen som kallar berget Visch.